# Sorindeia madagascariensis
Sorindeia madagascariensis là một loài thực vật có hoa trong họ Đào lộn hột. Loài này được Thouars ex DC. miêu tả khoa học đầu tiên năm 1825.

## Hình ảnh

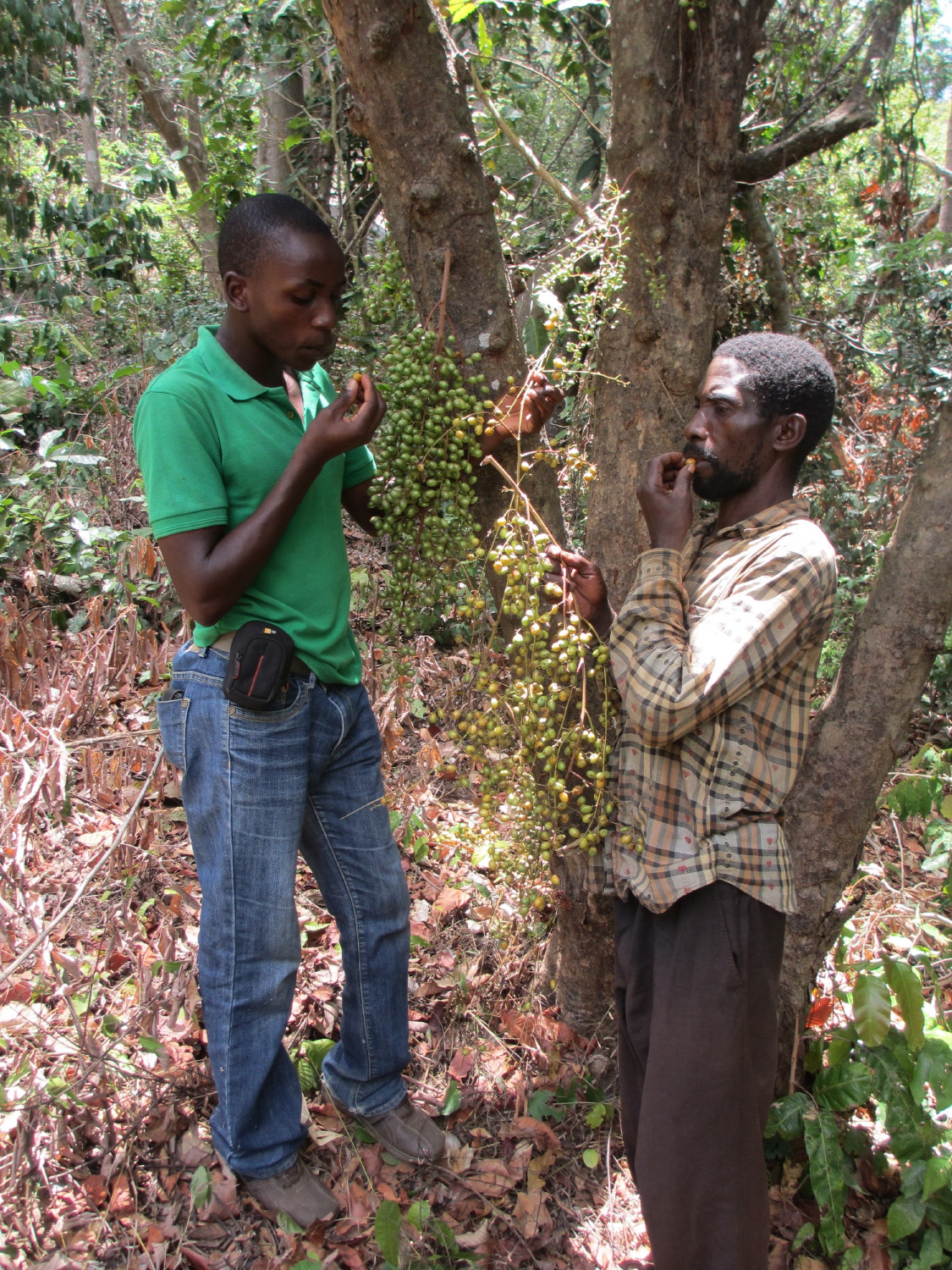
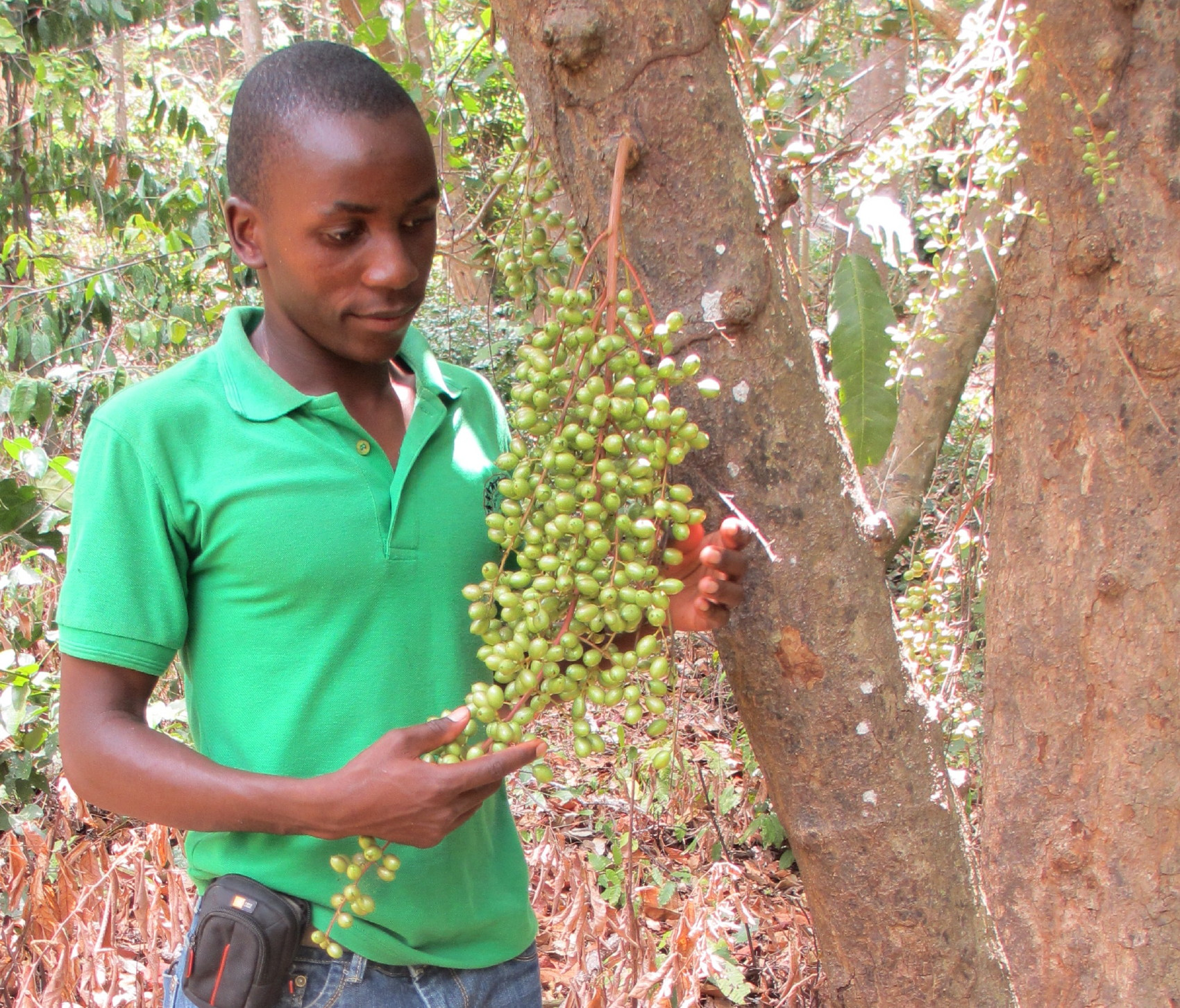